# 双葉湊音
双葉湊音（ふたばみなと）は、株式会社ガソリンアレイによって開発された歌声合成ソフトウェア及びキャラクター。CeVIO AIの技術を使用している。

## 概要
「CeVIO AI」を使用したサードパーティーの完全新規キャラクターとして制作された。「青春系ソングボイス」を謳っており、ストレースで芯の通っている、クリアボイスを特徴としている。声優の三澤紗千香の声を基に音声を合成している。
2024年1月26日には、本作を読み上げ用のソフトウェアとして再構築したトーク版が発売された。
千葉"naotyu-"直樹がプロデュースを行っており、2023年11月11日には彼自らが双葉湊音に歌わせた楽曲「Nemophila (feat. 双葉湊音)」を公開した。
アイ・ペアーズが主催するライブイベント「Voicetic Fantasia」に出演している。

## キャラクター
「自然の多いところ」を出身地としており、ひとばがイラストを担当している。2月2日生まれの15歳で、身長は158cm。

## 反応
企画が発表された当初、ネットではキャラクターのビジュアルについて称賛する声が上がった。